# جان باتيست جاك أوغستين
جان باتيست جاك أوغستين (بالفرنسية: Jacques Augustin)‏ هو رسام فرنسي، ولد في 15 أغسطس 1759 في سينت ديه دي فوج في فرنسا، وتوفي في 13 أبريل 1832 في باريس في فرنسا بسبب كوليرا.